# Aleksandrovsk-Sakhalinsky (huyện)
Huyện Aleksandrovsk-Sakhalinsky (tiếng Nga: ? райо́н) là một huyện hành chính tự quản (raion), của Tỉnh Sakhalin, Nga. Huyện có diện tích 7 km². Trung tâm của huyện đóng ở Aleksandrov.